# Lietuvos krepšinio lyga 2013-2014
La Lietuvos krepšinio lyga 2013-2014 fu la 21ª edizione del massimo campionato lituano di pallacanestro maschile. Il titolo andò per la 16ª volta allo Žalgiris Kaunas, capace di sovvertire il fattore campo nei playoff sia in semifinale contro il Lietuvos rytas Vilnius tanto in finale contro il Neptūnas Klaipėda.

## Regolamento
Rispetto alla precedente edizione, il retrocesso Palanga Triobet è stato sostituito dal neopromosso Dzūkija Alytus mentre il Sakalai Vilnius è stato espulso per ragioni finanziarie. Nella Regular Season tutte le squadre (ad eccezione di Žalgiris Kaunas, Lietuvos rytas Vilnius e Neptūnas Klaipėda) hanno disputato 34 incontri (4 fra di loro e 2 contro le 3 formazioni sopra menzionate). Žalgiris Kaunas, Lietuvos rytas Vilnius e Neptūnas Klaipėda hanno disputato solo 20 incontri, ovvero 2 gare contro ogni avversario. Le prime otto squadre della classifica si sono qualificate per i Play-off: quarti e semifinali al meglio delle tre gare, finale per il 3º posto al meglio delle cinque, finale per il titolo al meglio dei sette match.
L'ultima classificata di Regular Season è retrocessa in NKL.

## Regular season
|  |     | Classifica stagione regolare 2013-2014 | %    | G  | V  | P  | PF   | PS   | Dif  |
|  | --- | -------------------------------------- | ---- | -- | -- | -- | ---- | ---- | ---- |
|  | 1.  | Lietuvos rytas Vilnius                 | 90.0 | 20 | 18 | 2  | 1770 | 1426 | +344 |
|  | 2.  | TonyBet Prienai                        | 73.5 | 34 | 25 | 9  | 2676 | 2552 | +124 |
|  | 3.  | Neptūnas Klaipėda                      | 70.0 | 20 | 14 | 6  | 1650 | 1545 | +105 |
|  | 4.  | Žalgiris Kaunas                        | 70.0 | 20 | 14 | 6  | 1642 | 1428 | +214 |
|  | 5.  | Pieno žvaigždės Pasvalys               | 61.8 | 34 | 21 | 13 | 2578 | 2424 | +154 |
|  | 6.  | KK Šiauliai                            | 58.8 | 34 | 20 | 14 | 2754 | 2550 | +204 |
|  | 7.  | Juventus Utena                         | 41.2 | 34 | 14 | 20 | 2646 | 2633 | +13  |
|  | 8.  | Nevėžis Kėdainiai                      | 35.3 | 34 | 12 | 22 | 2358 | 2529 | -171 |
|  | 9.  | Lietkabelis Panevėžys                  | 35.3 | 34 | 12 | 22 | 2432 | 2681 | -249 |
|  | 10. | Dzūkija Alytus                         | 32.4 | 34 | 11 | 23 | 2300 | 2580 | -280 |
|  | 11. | LSU-Atletas Kaunas                     | 14.7 | 34 | 5  | 29 | 2470 | 2928 | -458 |

## Playoff

### Tabellone
|  | Quarti di finale | Quarti di finale  | Quarti di finale  |                   |                 | Semifinali      | Semifinali | Semifinali |                |                 | Finale          | Finale          | Finale |  |
|  |                  |                   |                   |                   |                 |                 |            |            |                |                 |                 |                 |        |  |
|  | 1                | Lietuvos rytas    | 2                 |                   |                 |                 |            |            |                |                 |                 |                 |        |  |
|  | 1                | Lietuvos rytas    | 2                 |                   |                 |                 |            |            |                |                 |                 |                 |        |  |
|  | 8                | Nevėžis           | 0                 |                   |                 |                 |            |            |                |                 |                 |                 |        |  |
|  | 8                | Nevėžis           | 0                 |                   | Lietuvos rytas  | Lietuvos rytas  | 1          |            |                |                 |                 |                 |        |  |
|  |                  |                   |                   |                   | Lietuvos rytas  | Lietuvos rytas  | 1          |            |                |                 |                 |                 |        |  |
|  |                  |                   | Žalgiris Kaunas   | Žalgiris Kaunas   | 2               |                 |            |            |                |                 |                 |                 |        |  |
|  | 4                | Žalgiris Kaunas   | Žalgiris Kaunas   | Žalgiris Kaunas   | 2               | 2               |            |            |                |                 |                 |                 |        |  |
|  | 4                | Žalgiris Kaunas   |                   |                   |                 |                 |            |            |                |                 |                 |                 |        |  |
|  | 5                | Pieno žvaigždės   | 0                 |                   |                 |                 |            |            |                |                 |                 |                 |        |  |
|  | 5                | Pieno žvaigždės   | 0                 |                   | Žalgiris Kaunas | Žalgiris Kaunas | 4          |            |                |                 |                 |                 |        |  |
|  |                  |                   |                   |                   |                 |                 |            |            |                |                 |                 |                 |        |  |
|  |                  |                   | Neptūnas Klaipėda | Neptūnas Klaipėda | 2               |                 |            |            |                |                 |                 |                 |        |  |
|  | 2                | Prienai           | Neptūnas Klaipėda | Neptūnas Klaipėda | 2               | 2               |            |            |                |                 |                 |                 |        |  |
|  | 2                | Prienai           |                   |                   |                 | 2               |            |            |                |                 |                 |                 |        |  |
|  | 7                | Juventus Utena    | 0                 |                   |                 |                 |            |            |                |                 |                 |                 |        |  |
|  | 7                | Juventus Utena    | 0                 |                   | Prienai         | Prienai         | 0          |            |                | Finale 3º posto | Finale 3º posto | Finale 3º posto |        |  |
|  |                  |                   |                   |                   | Prienai         | Prienai         | 0          |            |                |                 |                 |                 |        |  |
|  |                  |                   | Neptūnas Klaipėda | Neptūnas Klaipėda | 2               |                 |            |            |                |                 |                 |                 |        |  |
|  | 3                | Neptūnas Klaipėda | Neptūnas Klaipėda | Neptūnas Klaipėda | 2               | 2               |            |            | Lietuvos rytas | Lietuvos rytas  | 3               |                 |        |  |
|  | 3                | Neptūnas Klaipėda |                   |                   |                 |                 |            |            | Lietuvos rytas | Lietuvos rytas  | 3               |                 |        |  |
|  | 6                | Šiauliai          | 1                 |                   |                 | Prienai         | Prienai    | 0          |                |                 |                 |                 |        |  |

### Quarti di finale
| Squadra 1              | Totale | Squadra 2                | Gara 1 | Gara 2 | Gara 3 |
| ---------------------- | ------ | ------------------------ | ------ | ------ | ------ |
| Lietuvos rytas Vilnius | 2 - 0  | Nevėžis Kėdainiai        | 104-46 | 93-69  |        |
| Žalgiris Kaunas        | 2 - 0  | Pieno žvaigždės Pasvalys | 83-73  | 80-74  |        |
| TonyBet Prienai        | 2 - 0  | Juventus Utena           | 88-70  | 84-79  |        |
| Neptūnas Klaipėda      | 2 - 1  | KK Šiauliai              | 86-83  | 66-95  | 89-88  |

### Semifinali
| Squadra 1              | Totale | Squadra 2         | Gara 1 | Gara 2 | Gara 3 |
| ---------------------- | ------ | ----------------- | ------ | ------ | ------ |
| Lietuvos rytas Vilnius | 1 - 2  | Žalgiris Kaunas   | 90-85  | 57-72  | 71-73  |
| TonyBet Prienai        | 0 - 2  | Neptūnas Klaipėda | 77-78  | 74-75  |        |

### Finale 3º/4º posto
| Squadra 1              | Totale | Squadra 2       | Gara 1 | Gara 2 | Gara 3 | Gara 4 | Gara 5 |
| ---------------------- | ------ | --------------- | ------ | ------ | ------ | ------ | ------ |
| Lietuvos rytas Vilnius | 3 - 0  | TonyBet Prienai | 95-66  | 80-78  | 102-65 |        |        |

### Finale
| Squadra 1         | Totale | Squadra 2       | Gara 1 | Gara 2 | Gara 3 | Gara 4 | Gara 5 | Gara 6 | Gara 7 |
| ----------------- | ------ | --------------- | ------ | ------ | ------ | ------ | ------ | ------ | ------ |
| Neptūnas Klaipėda | 2 - 4  | Žalgiris Kaunas | 71-59  | 83-92  | 75-82  | 72-88  | 87-86  | 70-90  |        |

| Lietuvos krepšinio lyga 2013-2014 |
| --------------------------------- |
| Žalgiris Kaunas 16º titolo        |

## Squadra vincitrice
| N° | Naz.                   | Ruolo | Sportivo             |      | Alt. |  |
| -- | ---------------------- | ----- | -------------------- | ---- | ---- |  |
| 4  | Lituania (bandiera)    | G     | Vytenis Čižauskas    | 1992 | 188  |  |
| 5  | Lituania (bandiera)    | C     | Artūras Gudaitis     | 1993 | 208  |  |
| 7  | Lituania (bandiera)    | A     | Martynas Pocius      | 1986 | 196  |  |
| 9  | Estonia (bandiera)     | A     | Siim-Sander Vene     | 1990 | 203  |  |
| 10 | Lituania (bandiera)    | A     | Vytenis Lipkevičius  | 1989 | 197  |  |
| 12 | Lituania (bandiera)    | A     | Tadas Klimavičius    | 1982 | 204  |  |
| 13 | Lituania (bandiera)    | A     | Paulius Jankūnas     | 1984 | 204  |  |
| 15 | Lituania (bandiera)    | C     | Robertas Javtokas    | 1980 | 211  |  |
| 16 | Lituania (bandiera)    | G     | Lukas Lekavičius     | 1994 | 180  |  |
| 17 | Lituania (bandiera)    | A     | Donatas Tarolis      | 1994 | 202  |  |
| 19 | Lituania (bandiera)    | G     | Šarūnas Jasikevičius | 1976 | 193  |  |
| 20 | Lettonia (bandiera)    | G     | Kaspars Vecvagars    | 1993 | 193  |  |
| 21 | Lituania (bandiera)    | G     | Artūras Milaknis     | 1986 | 195  |  |
| 22 | Lituania (bandiera)    | C     | Mindaugas Kupšas     | 1991 | 217  |  |
| 23 | Lituania (bandiera)    | G     | Tomas Dimša          | 1994 | 195  |  |
| 55 | Stati Uniti (bandiera) | G     | Justin Dentmon       | 1985 | 183  |  |
|    | Lituania (bandiera)    | All.  | Gintaras Krapikas    |      |      |  |

## Premi e riconoscimenti
- LKL MVP finali:  Paulius Jankūnas, Žalgiris Kaunas